# Parallel Paradise
Parallel Paradise (яп. パラレルパラダイス; укр. Паралельний рай) — фентезійна еротична манґа за авторством Окамото Ліна, що виходить у журналі Weekly Young Magazine з березня 2017.

## Сюжет
Звичайний хлопець на ім'я Йота Тада містично опиняється у фентезійному світі, де вже кілька тисячоліть існують лише дівчата. Через це, вони втратили будь-якій супротив до чоловіків та збуджуються після першого торкання до чоловіка. Незабаром, Йота дізнається, що усі дівчата, що не втратять цноту до 20-річчя помирають. Наразі, він, як єдиний чоловік, повинен врятувати їх шляхом позбавлення цноти.

## Перелік персонажів
- Йота Тада (яп. 太多陽太) — хлопець, який опинився у фентезійному світі.
- Румі (яп. ルーミ) — перша дівчина, яку Йота зустрів у фентезійному світі. Згодом вона погоджується допомогти йому врятувати усіх мешканок цього світу.

## Перелік томів
- Рін Окамото. Паралельний рай. Станом на 12 квітня 2025 року видано 27 томів:

| №  | Дата виходу       | ISBN                   |
| -- | ----------------- | ---------------------- |
| 1  | 4 серпня 2017     | ISBN 978-4-06-510095-0 |
| 2  | 17 листопада 2017 | ISBN 978-4-06-510351-7 |
| 3  | 19 березня 2018   | ISBN 978-4-06-511039-3 |
| 4  | 6 липня 2018      | ISBN 978-4-06-512025-5 |
| 5  | 5 жовтня 2018     | ISBN 978-4-06-513146-6 |
| 6  | 6 лютого 2019     | ISBN 978-4-06-514568-5 |
| 7  | 6 червня 2019     | ISBN 978-4-06-516134-0 |
| 8  | 4 жовтня, 2019    | ISBN 978-4-06-517233-9 |
| 9  | 6 лютого 2020     | ISBN 978-4-06-518218-5 |
| 10 | 7 травня 2020     | ISBN 978-4-06-519551-2 |
| 11 | 5 серпня 2020     | ISBN 978-4-06-520460-3 |
| 12 | 6 листопада 2020  | ISBN 978-4-06-521373-5 |
| 13 | 5 березня 2021    | ISBN 978-4-06-522578-3 |
| 14 | 4 червня 2021     | ISBN 978-4-06-523665-9 |
| 15 | 6 вересня 2021    | ISBN 978-4-06-524764-8 |
| 16 | 6 грудня 2021     | ISBN 978-4-06-526173-6 |
| 17 | 4 березня 2022    | ISBN 978-4-06-527064-6 |
| 18 | 6 липня 2022      | ISBN 978-4-06-528412-4 |
| 19 | 4 жовтня 2022     | ISBN 978-4-06-529805-3 |
| 20 | 6 березня 2023    | ISBN 978-4-06-531066-3 |
| 21 | 6 червня 2023     | ISBN 978-4-06-531978-9 |
| 22 | 6 вересня 2023    | ISBN 978-4-06-533008-1 |
| 23 | 6 грудня 2023     | ISBN 978-4-06-533626-7 |
| 24 | 5 квітня 2024     | ISBN 978-4-06-534911-3 |
| 25 | 5 липня 2024      | ISBN 978-4-06-536269-3 |
| 26 | 4 жовтня 2024     | ISBN 978-4-06-537255-5 |
| 27 | 6 січня 2025      | ISBN 978-4-06-538171-7 |

## Сприйняття
У липні 2020 манґа потрапила до списку з семи видань, які австралійський магазин Books Kinokuniya вилучив з продажу через звинувачення у пропаганді дитячої порнографії